# Ліс мертвих
Ліс мертвих (англ. Forest of the Dead) — дев'ятий епізод четвертого сезону британського науково-фантастичного телесеріалу «Доктор Хто». Уперше транслювався на телеканалі BBC One 7 червня 2008 року. Є другою частиною двосерійної історії: перша частина, епізод «Тиша у Бібліотеці», вийшла в ефір 31 травня.
В епізоді супутниця Десятого Доктора Донна Ноубл (грає Кетрін Тейт) потрапляє в пастку на жорсткий диск планети-бібліотеки в 51 столітті, отримуючи несправжні спогади про своє щасливе подружнє життя. У той же час Десятий Доктор (грає Девід Теннант) прагне врятувати Донну та тисячі інших людей, врятованих в жорсткому диску бібліотеки. Його та групу дослідників переслідує мікроскопічний рій під назвою Вашта Нерада. Також в епізоді помирає Рівер Сонг (грає Алекс Кінгстон) — археолог, яка має тісні стосунки з Доктором, але через зустрічі з Доктором у неправильній часовій послідовності Доктор уперше зустрічає її в епізоді.